# Alpinrodel

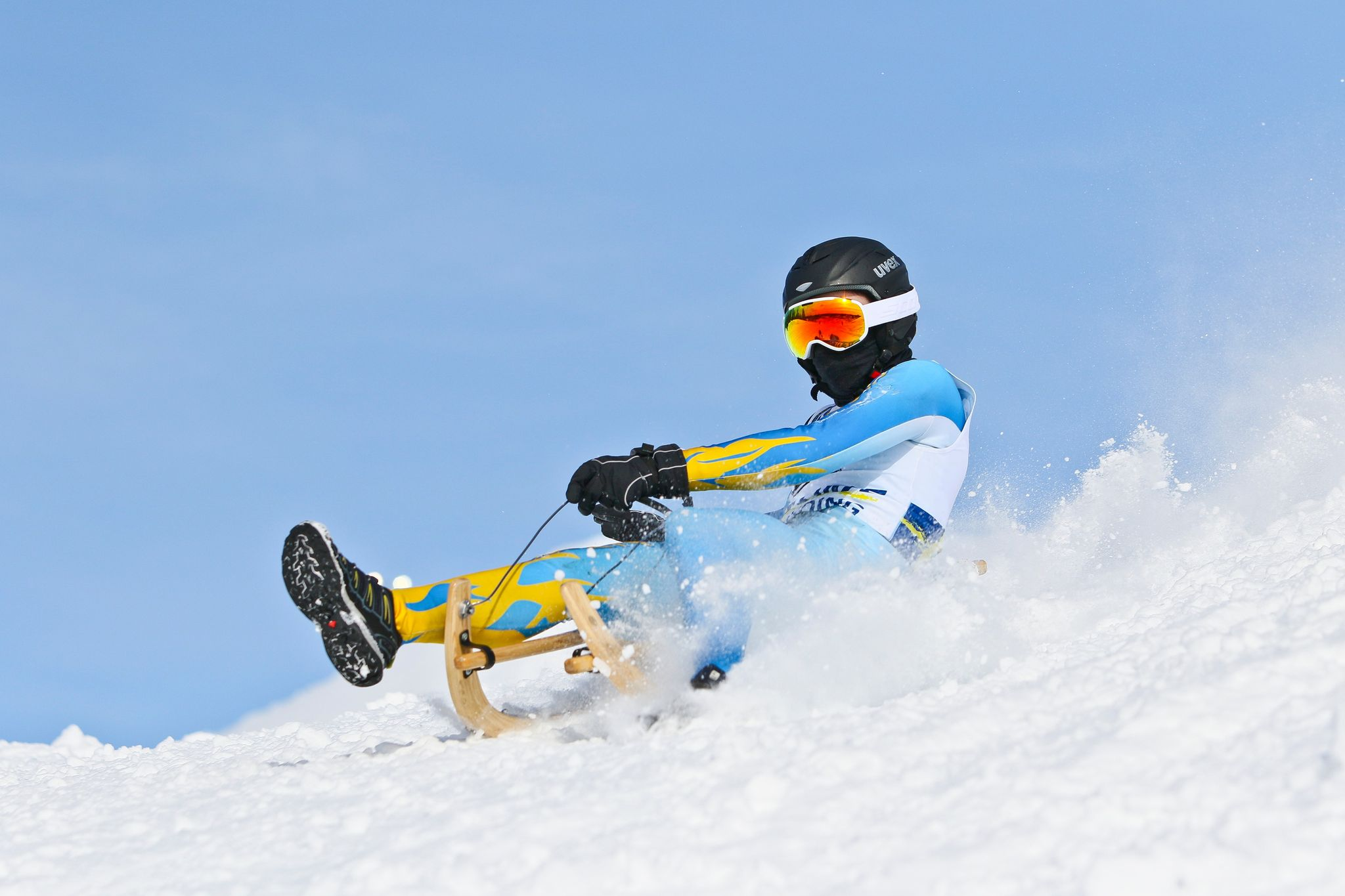
En utövare av alpinrodel i Vitbergsbacken under SM-veckan i Skellefteå 2018.

Alpinrodel är en kälksport som skiljer sig från OS-grenen banrodel genom att man inte åker i speciella banor utan tävlar i vanliga slalombackar med portar som i övriga alpina sporter (ex storslalom eller super g).

## Historik

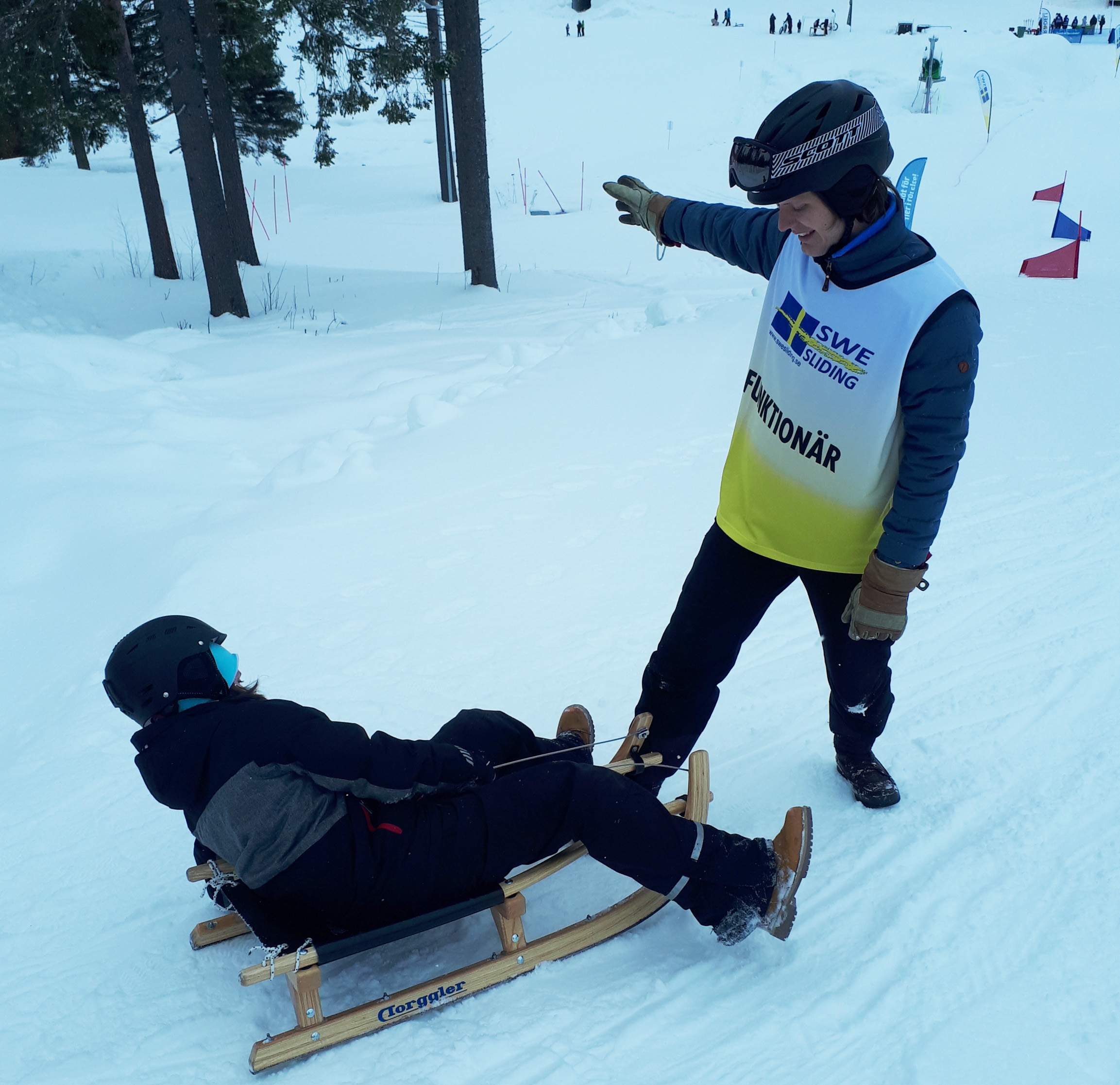
Christopher Fladvad i SM-backen 2018

Alpinrodel har utvecklats av Christopher Fladvad i Sverige från de centraleuropeiska sporterna naturrodel och banrodel och har i sin nuvarande form körts i Sverige sedan 2014, då den gjorde entré i på SM-veckan i Umeå. Kälken (rodeln) som används är ursprungligen utvecklad i Centraleuropa för nöjesåkning i pister. Det är en förhållandevis liten sport, med kanske 200 utövare.

## Teknik och utrustning

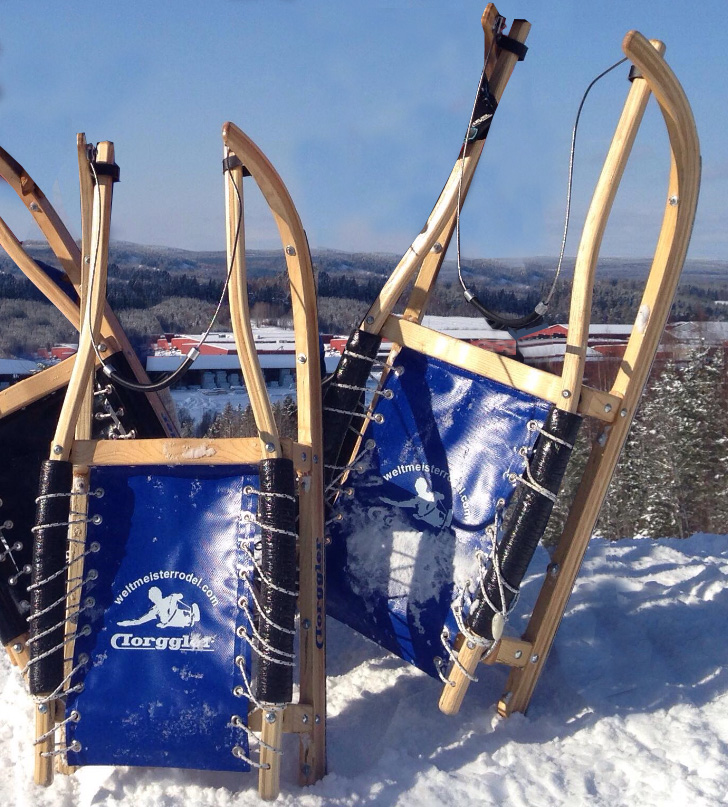
Alpinrodelkälkar i Bygdsiljumbacken 2018

Åkaren sittligger på rygg och åker med fötterna först. Åkaren styr rodeln genom att påverka medarna med benen, dra i en styrvajer, samt greppa pisten med handen.
Alpinrodel bygger på samma teknik som naturrodel, men kälken är i stället för is anpassad för att köras på snö. Hastigheterna kan gå upp mot 100 km/h.

## Tävling

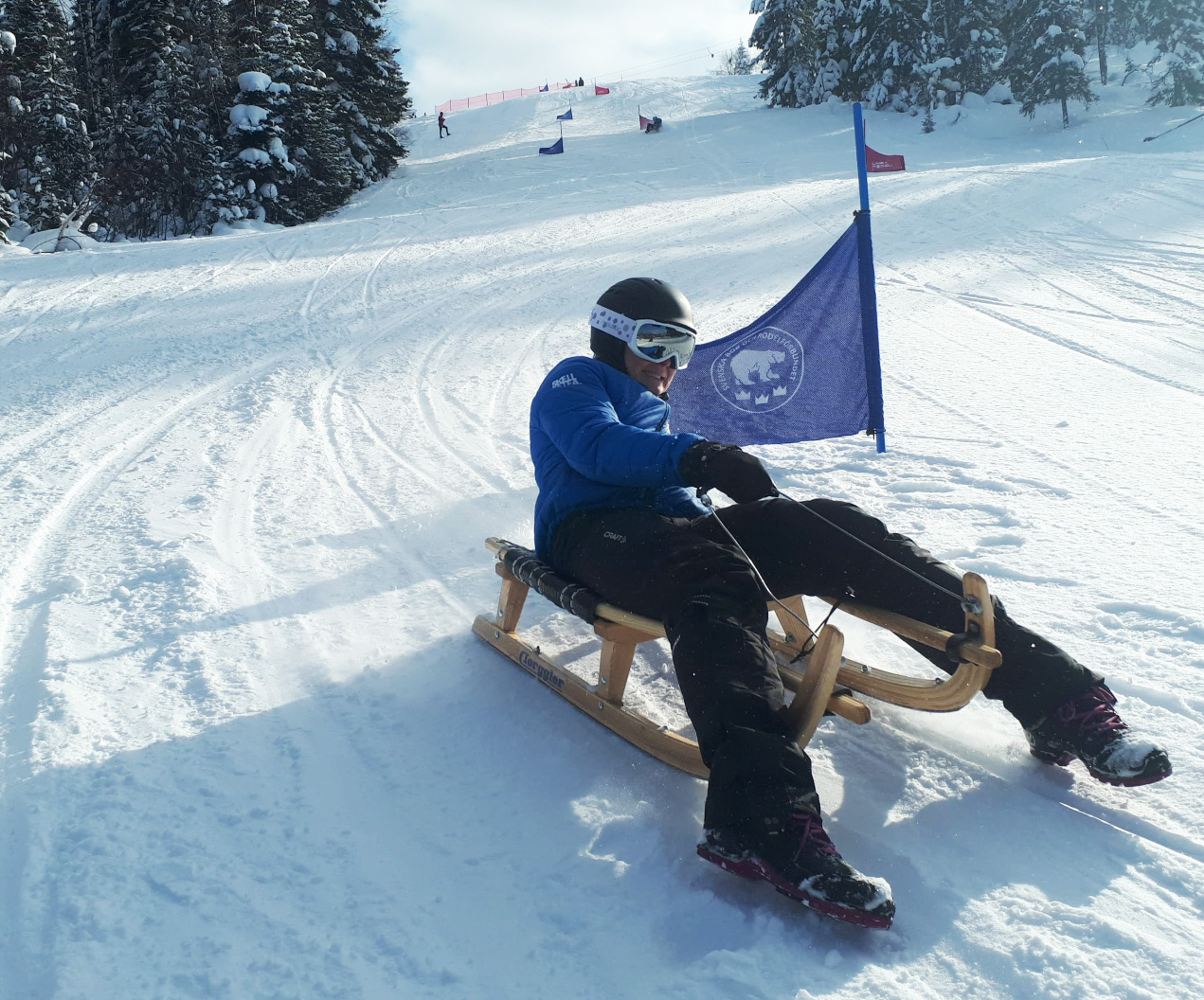
Alpinrodelträning i Bygdsiljumbacken 2018

Alpinrodel sorterar, tillsammans med skeleton, bob och banrodel, under Svenska Kälksportförbundet (numer Svenska Skridskoförbundet). Alpinrodel är sedan 2014 en del av SM-veckan. Regerande svenska mästare (Skellefteå 2025) är Luna Wiklund och Rickard Svedberg, bägge Skellefteå rodelsällskap.

## Sportrodel
Alpinrodel kan även köras i samma typ av banor som naturrodel, om banorna inte spolas. Den typen av rodelåkning kallas för sportrodel, och är vanligen utan slalomportar.